# سليم تدمري
سليم تدمري شغل منصب الممثل الدائم للبنان لدى الأمم المتحدة منذ 30 يوليو 1999.

## النشاة والتعليم
ولد سليم تدمري في طرابلس، لبنان في عام 1938. متزوج وله ولد واحد. درس الحقوق وتخرج من جامعة الرباط في المغرب، كما حصل على درجة الماجستير في الآداب في التاريخ.

## حياته المهنية
- من عام 1974 إلى عام 1978، خدم سليم تدمري في السفارات اللبنانية في المغرب ومصر. وكان أيضا مستشارا في السفارة اللبنانية في النمسا.
- من 1977 إلى عام 1978، شغل منصب نائب مدير في وزارة الاقتصاد اللبنانية.
- من عام 1978 إلى عام 1983، شغل منصب نائب الممثل الدائم لدى الأمم المتحدة في مدينة نيويورك.
- من عام 1980 إلى عام 1982، شغل منصب نائب رئيس الوفد اللبناني إلى مؤتمر الأمم المتحدة لقانون البحار.
- من عام 1983 إلى عام 1985، شغل منصب السفير اللبناني في الصين.
- من عام 1985 إلى عام 1987، عمل في قسم الشؤون السياسية في وزارة الخارجية اللبنانية.
- من عام 1987 إلى عام 1990، شغل منصب السفير اللبنانية لدى تركيا.
- من عام 1990 إلى عام 1999، شغل منصب السفير اللبنانية لدى الاتحاد الروسي.
- من عام 1999 إلى عام 2007 تم اختياره لمنصب الممثل الدائم للبنان لدى الأمم المتحدة.